# Krossanesfjall
Krossanesfjall är ett berg i republiken Island. Det ligger i regionen Austurland, 400 km öster om huvudstaden Reykjavík. Toppen på Krossanesfjall är 716 meter över havet.
Det finns inga samhällen i närheten.